# Гранвилье (Уаза)
Гранвилье (фр. Grandvilliers) — коммуна на севере Франции, в департаменте Уаза. Находится в регионе О-де-Франс, округ Бове, центр одноименного кантона. Расположена в 37 км к юго-западу от Амьена и в 30 км к северо-западу от Бове. На юге коммуны расположена железнодорожная станция Гранвилье линии Эпине―Ле-Трепор.
Население (2018) — 2 880 человек.

## История
Первое упоминание о Гранвилье относится к XII веку и связано с Эвраром де Монши, аббатом Сен-Люсьен де Бове, который считается основателем города. 2 сентября 1680 года в городе случился большой пожар, уничтоживший более 800 домов, от здания церкви уцелели до настоящего времени южные ворота, сохраняемые как исторический памятник. 
Во время Второй мировой войны Гранвилье подвергался массированным бомбардировкам, были разрушены многие здания в центре города, восстановленные в 1950-х годах. 

## Достопримечательности
- Церковь Святого Эгидия (Сен-Жиль) с южными воротами XIV века, занесена в список памятников истории. Недавно отреставрирована.
- Часовня Святого Иоанна XVI века.

## Экономика
Структура занятости населения:
- сельское хозяйство — 0,5 %
- промышленность — 21,9 %
- строительство — 4,4 %
- торговля, транспорт и сфера услуг — 36,9 %
- государственные и муниципальные службы — 36,3 %

Уровень безработицы (2017) — 22,8 % (Франция в целом — 13,4 %, департамент Уаза — 13,8 %). 

Среднегодовой доход на 1 человека, евро (2018) — 18 600 (Франция в целом — 21 730, департамент Уаза — 22 150).

## Демография
Динамика численности населения, чел.

## Администрация
Пост мэра Гранвилье с 2001 года занимает Жак Ларшер (Jacques Larcher). На муниципальных выборах 2020 года возглавляемый им список был единственным.
| Период | Период | Фамилия      | Партия                                  | Примечания           |
| ------ | ------ | ------------ | --------------------------------------- | -------------------- |
| 1948   | 1977   | Морис Горе   |                                         | строитель            |
| 1977   | 1979   | Андре Бурдон |                                         |                      |
| 1979   | 2001   | Ги Бувье     | Разные правые Союз за народное движение | ремесленник          |
| 2001   |        | Жак Ларшер   | Разные правые                           | директор кооператива |

## Города-побратимы
- Боккенхайм-ан-дер-Вайнштрасе, Германия
- Атай, Ирландия